# 221国道
221国道（或“国道221线”、“G221线”）是在中国黑龙江省的一条国道，其原起点为黑龙江哈尔滨，原终点为黑龙江同江，在国家公路网规划（2013年－2030年）中起终点予以对调，全程668千米。

## 里程表
| 城市名                 | 距起点距离 |
| 黑龙江省佳木斯市同江市 | 0          |
| 黑龙江省佳木斯市富锦市 | 77         |
| 黑龙江省双鸭山市友谊县 |            |
| 黑龙江省双鸭山市集贤县 | 177        |
| 黑龙江省佳木斯市桦川县 | 232        |
| 黑龙江省佳木斯市       | 275        |
| 黑龙江省哈尔滨市依兰县 | 380        |
| 黑龙江省哈尔滨市方正县 | 483        |
| 黑龙江省哈尔滨市宾县   | 603        |
| 黑龙江省哈尔滨市       | 668        |